# Triazine

De 3 isomeren van triazine:
1. 1,2,3-triazine
2. 1,2,4-triazine
3. 1,3,5-triazine

Met triazine duidt men in de organische chemie een groep van 3 moleculen aan, met als brutoformule C3H3N3. Een triazine kan ook als functionele groep worden beschouwd in bepaalde verbindingen. De molecule is opgebouwd uit een benzeenring, waarvan 3 koolstofatomen zijn vervangen door stikstofatomen. Bijgevolg kan de molecule voorkomen als 3 isomeren:
- 1,2,3-triazine
- 1,2,4-triazine
- 1,3,5-triazine of s-triazine

Chemisch gezien is het een heterocyclische verbinding. Triazine is analoog aan andere heterocyclische stikstofverbindingen, zoals pyridine (1 stikstofatoom), diazine (2 stikstofatomen) en tetrazine (4 stikstofatomen). Hoewel de verbinding iso-elektronisch is met benzeen, is ze niet zo stabiel. Vooral de vorming van vrij stikstofgas en de grote stabiliteit van de drievoudige stikstofbinding daarin zijn daar debet aan.